# Repubblica del Maryland
La Repubblica del Maryland (anche conosciuta come Stato Indipendente del Maryland) fu un piccolo Stato africano esistito fra il 1854 e il 1857, quando fu annesso alla Liberia.
L'area fu colonizzata per la prima volta nel 1834 da ex-schiavi liberati afroamericani e afroamericani nati liberi prevalentemente provenienti dallo Stato del Maryland, sotto gli auspici della Maryland State Colonization Society. Nel 1838, altre colonie del genere si riunirono nel Commonwealth di Liberia, che dichiarò poi la sua indipendenza nel 1847. La colonia del Maryland in Liberia non vi aderì, poiché la Maryland State Colonization Society voleva mantenere il monopolio dei commerci nell'area.
L'indipendenza fu ufficialmente proclamata il 29 maggio 1854 come Maryland in Liberia, fissando la propria capitale a Harper.

## Storia
Nel dicembre del 1831, l'assemblea legislativa dello stato del Maryland stanziò 10,000 dollari per 26 anni allo scopo di riportare in Africa dagli Stati Uniti persone di colore libere ed ex-schiavi, la Società di Colonizzazione dello Stato del Maryland fu creata apposta per questo motivo.

### Colonizzazione di Capo Palmas

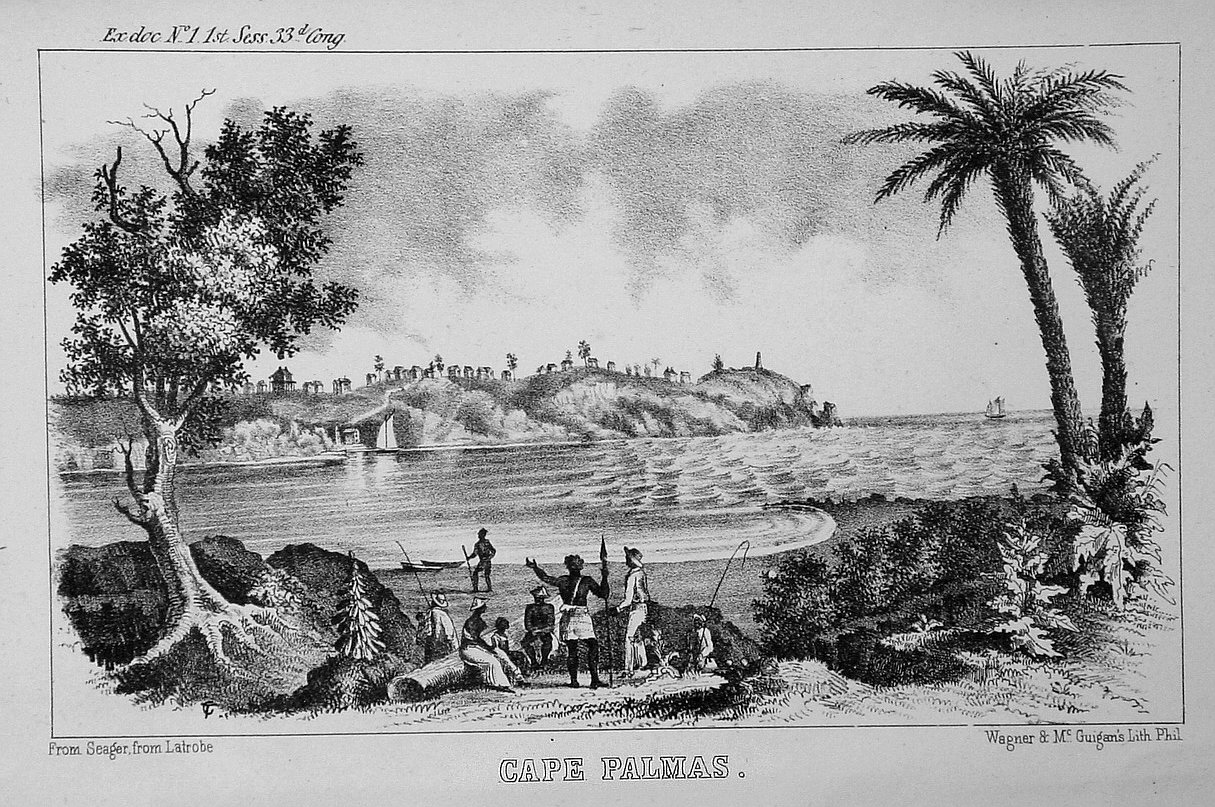
Capo Palmas in un dipinto ad acquaforte, ca. 1853.

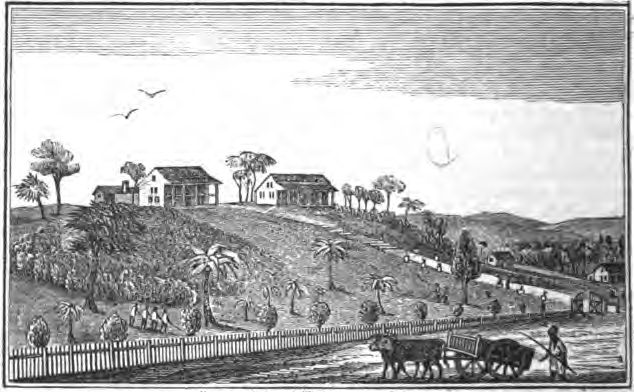
la missione di Capo Palmas, ca. 1840.

La Società di Colonizzazione del Maryland, nata come ramo della Società Americana di Colonizzazione (che aveva fondato la Liberia nel 1822), decise di stabilire un nuovo e personale insediamento che potesse accogliere i suoi emigranti. La prima area ad essere colonizzata fu Capo Palmas, nel 1834. Il Capo è una piccola penisola rocciosa collegata alla terraferma da un istmo sabbioso. Andando verso ovest nella penisola si trova l'estuario del Fiume Hoffman. Circa 21 km (15 mi) lungo la costa verso est, il fiume Cavalla si riversa in mare, segnando il confine tra la Liberia e la Costa d'Avorio. Segna anche il versante occidentale del Golfo di Guinea, secondo l'International Hydrographic Organisation (IHO).
La maggior parte dei colonizzatori erano ex-schiavi liberati afroamericani provenienti dallo stato americano del Maryland. La colonia fu chiamata Maryland in Africa (anche conosciuta come Maryland in Liberia) il 12 febbraio del 1834.

### John Brown Russwurm

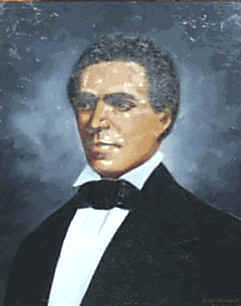
John Brown Russwurm, il primo governatore di colore nella Repubblica del Maryland, dal 1836 al 1851.

Nel 1836 la colonia nominò il suo primo governatore di colore, John Brown Russwurm (1799-1851), che mantenne la sua carica fino alla morte. Russwurm incoraggiò l'immigrazione degli afro-americani verso il Maryland e sostenne l'agricoltura e il commercio.  Lui iniziò la sua carriera come amministratore coloniale per la Società Americana di Colonizzazione tra il 1830 e il 1834. Lavorò anche come editore del "Liberia Herald", anche se abbandonò il suo incarico nel 1835 per protestare contro le politiche della colonizzazione americana.
Nel 1838, un certo numero di colonie afro-americane nella costa occidentale dell'Africa si unì sotto il Commonwealth della Liberia, che in seguito dichiarò la sua indipendenza nel 1847. Comunque la colonia del Maryland rimase indipendente dalla colonia Liberiana poiché la Maryland State Colonization Society voleva mantenere il monopolio dei commerci nell'area. Nel febbraio del 1841 al Maryland in Africa fu concessa l'indipendenza e diventò lo Stato del Maryland. Nel 1847 la Maryland State Colonization Society pubblicò la Constitution and Laws of Maryland in Liberia, basata sulla Costituzione degli Stati Uniti d'America.

### Dichiarazione di indipendenza e annessione alla Liberia
Nel maggio del 1854 lo Stato del Maryland dichiarò la sua indipendenza, dandosi il nome di Maryland in Liberia, con capitale Harper.
Poco dopo, delle tribù locali come i Grebo e i Kru attaccarono lo Stato del Maryland in risposta all'interruzione del commercio degli schiavi. Incapace di difendersi da solo, il Maryland chiese aiuto alla Liberia, il suo vicino più forte. Il presidente Roberts inviò in aiuto delle truppe e un'alleanza tra gli abitanti del Maryland ed i liberiani riuscì a sconfiggere gli insorti. Comunque, era ormai chiaro che la Repubblica del Maryland non poteva sopravvivere come Stato indipendente, così il 18 marzo fu annessa alla Liberia, divenendo da allora in poi nota come Contea del Maryland.